# Carl Friedrich von Pückler-Burghauss
Carl Friedrich, comte de Pückler-Burghauss, baron de Groditz (1886-1945) est un homme politique allemand, officier dans la Waffen-SS ; il a été membre du parlement allemand durant la République de Weimar.

## Biographie
Pückler-Burghauss commença sa carrière en tant que sous-lieutenant dans l'infanterie allemande. Il épouse en 1913 la princesse Olga de Saxe-Altenbourg, une cousine du Kaiser. Il s'illustre durant la Première Guerre mondiale et reçoit les Croix de fer de première et deuxième classe.
En 1919, Pückler-Burghauss quitte l'armée avec le grade de capitaine. Il s'engage alors dans les corps francs.
En 1931, il rejoint le parti nazi.
Jusqu'en 1943, Pückler-Burghauss commande la 15e division SS sur le Front de l'est. Le 7 mai 1945, lors de la capitulation allemande, Pückler-Burghauss est stationné en Bohême-Moravie. Il refuse de livrer ses hommes aux troupes soviétiques et décide de leur faire rejoindre la zone occupée par les américains qui lui en interdisent l'accès. Cette décision provoque la bataille de Slivice. Dans la nuit du 11 au 12 mai, les défenses allemandes s’effondrent et, à 3 h du matin, von Pückler-Burghauss signe leur capitulation. Les Américains refusant de le faire prisonnier et craignant manifestement des représailles de la part des Russes, il se suicide.